# Миньск-Мазовецки
Миньск-Мазове́цки (пол. Mińsk Mazowiecki) — город в Польше, входит в Мазовецкое воеводство, Миньский повят.
Население — 37 529 человек (на 2006 год).

## История
Изначально назывался просто Минском, получил права города в 1421 г. В 1868 г. был переименован в Новоминск. С 1916 года получил название Миньск-Мазовецки.

## География
Город занимает площадь 13,12 км².

## Спорт
13—25 октября 1997 года город принял Чемпионат мира по международным шашкам среди женщин.

## Города-побратимы[4]
- Сент-Эгрев (Франция)
- Тельшяй (Литва)
- Крнов (Чехия)
- Певки (Греция)
- Орша (Беларусь)

## Фотогалерея

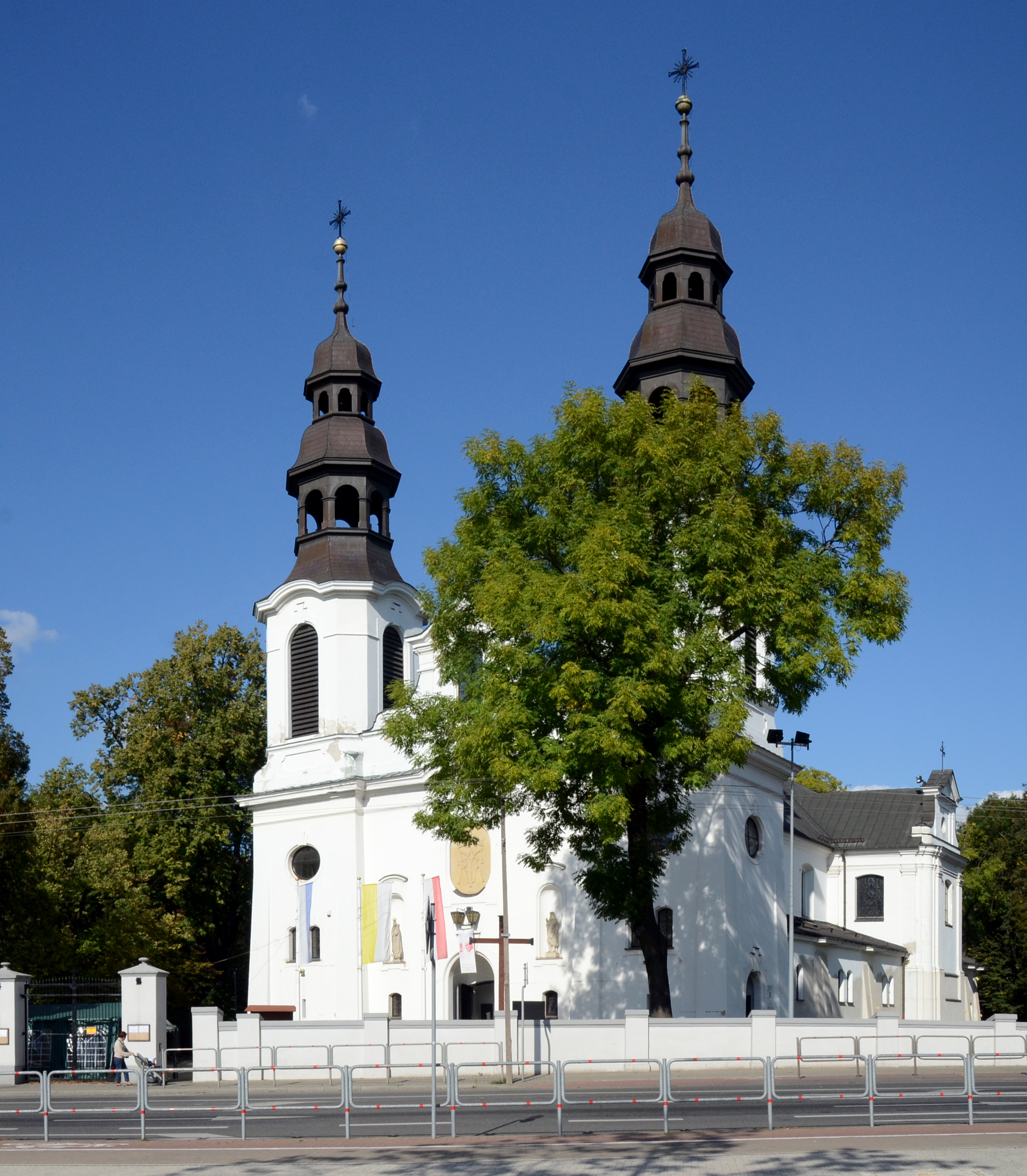
Костёл
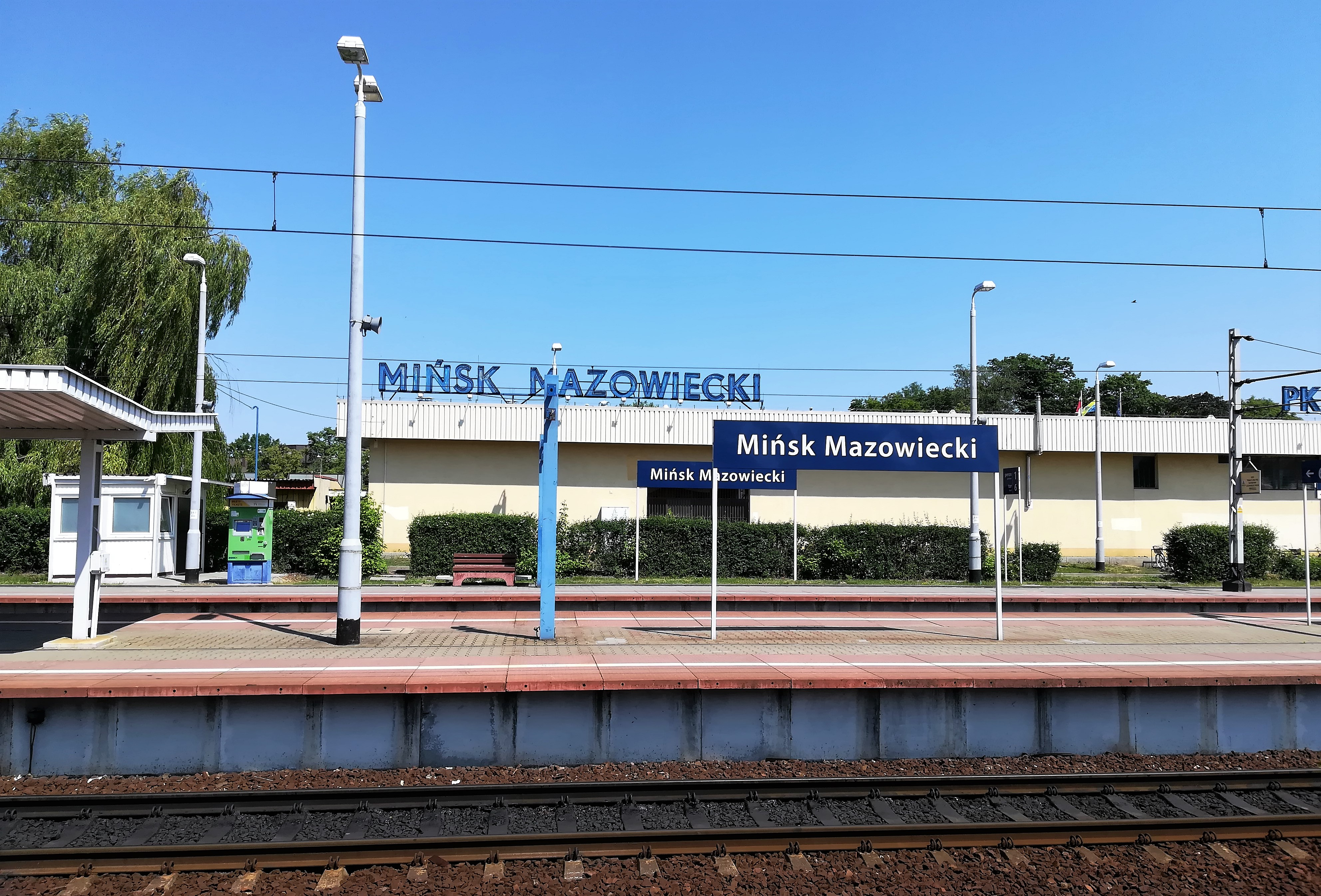
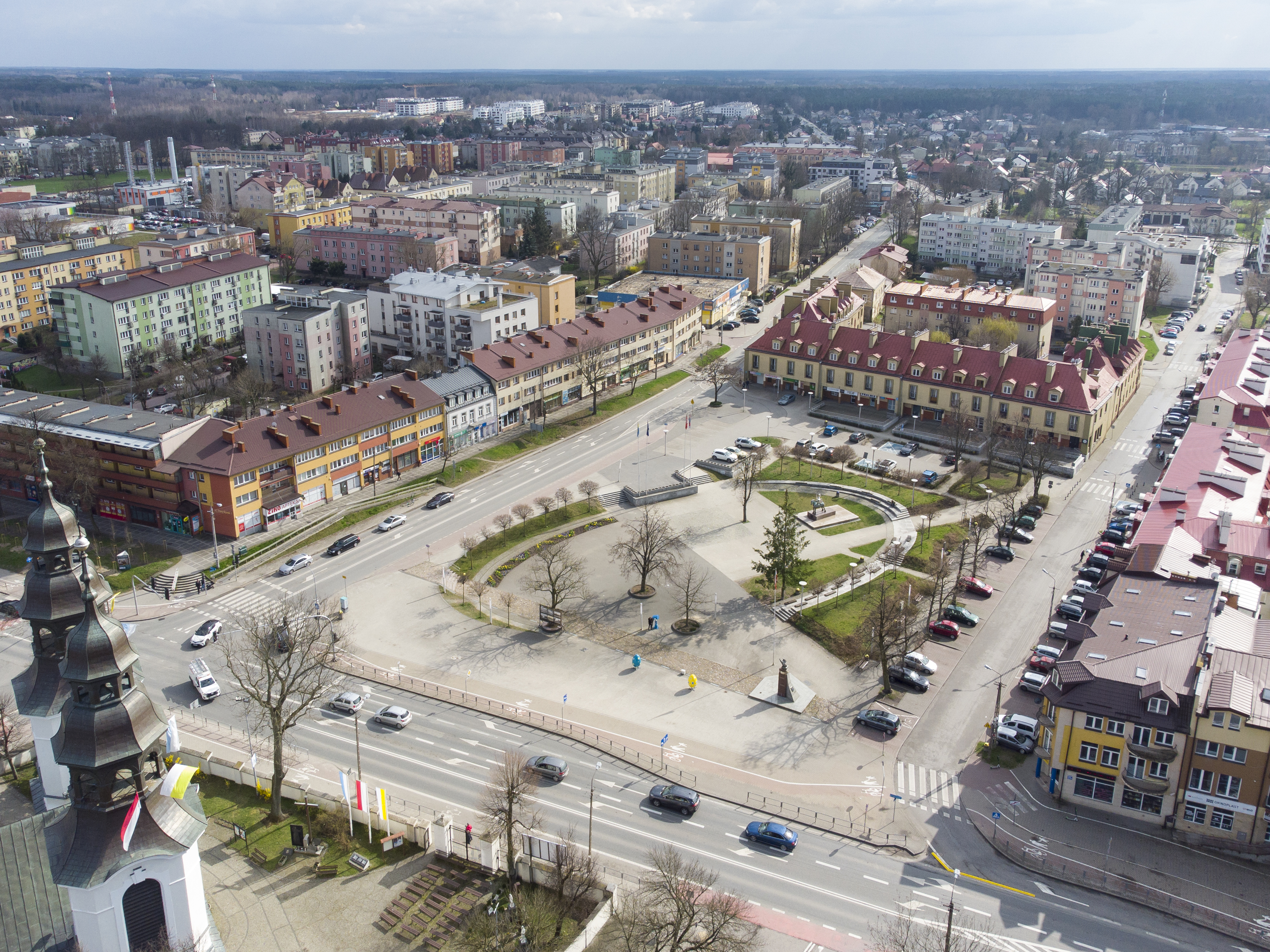
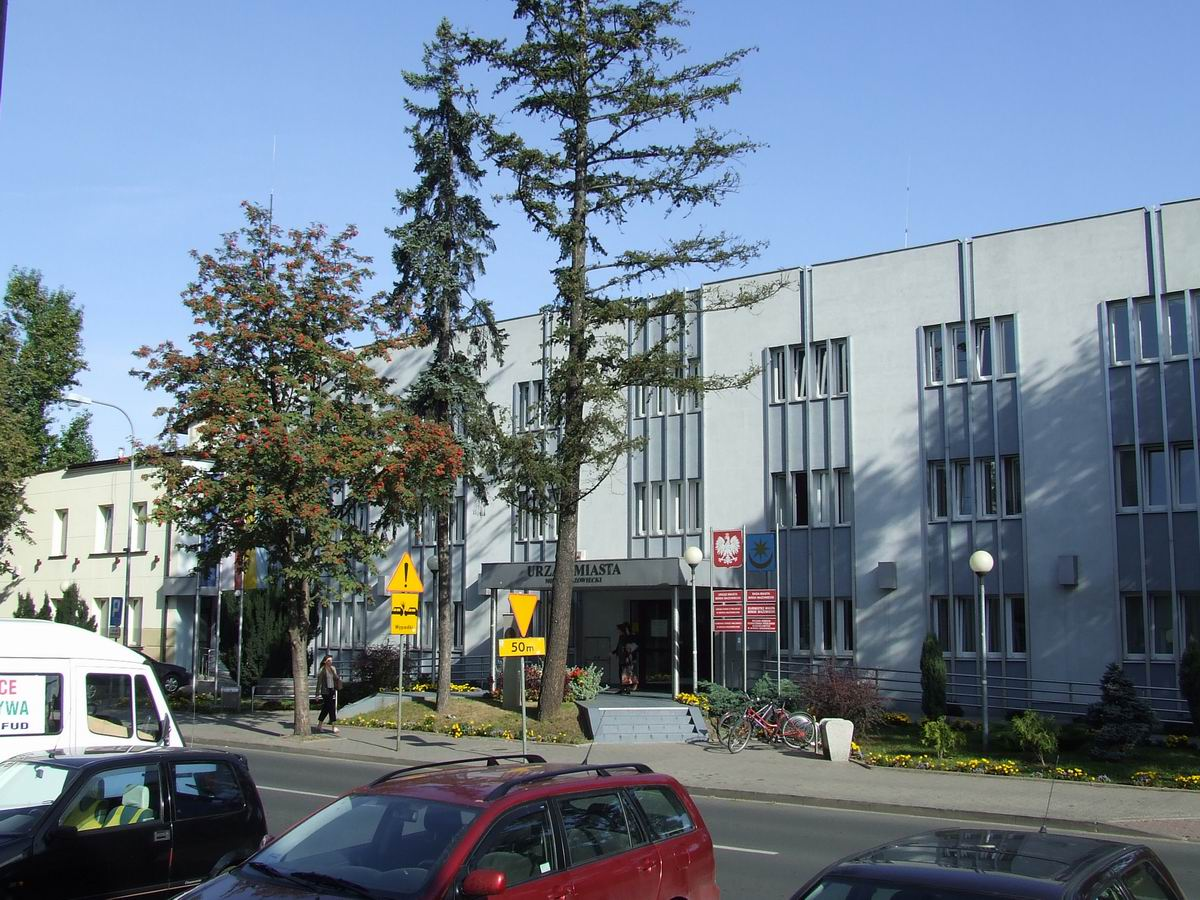